# Astwerk

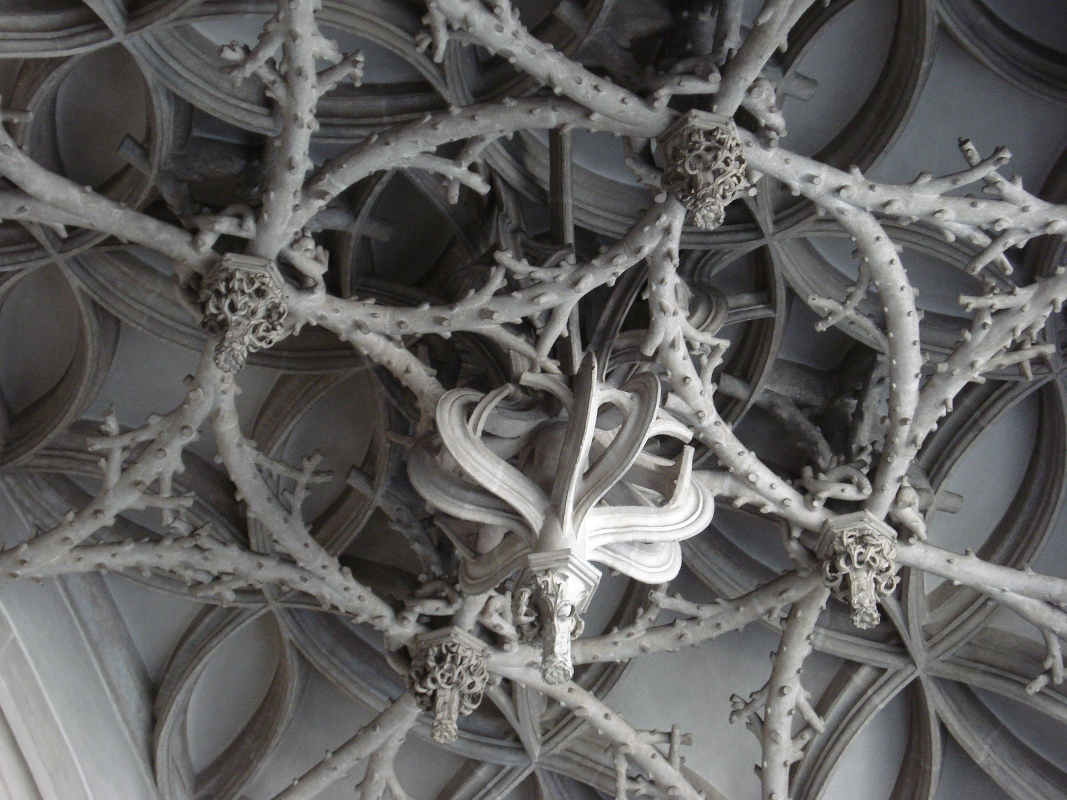
Sklepienie w kościele Panny Marii w Ingolstadt

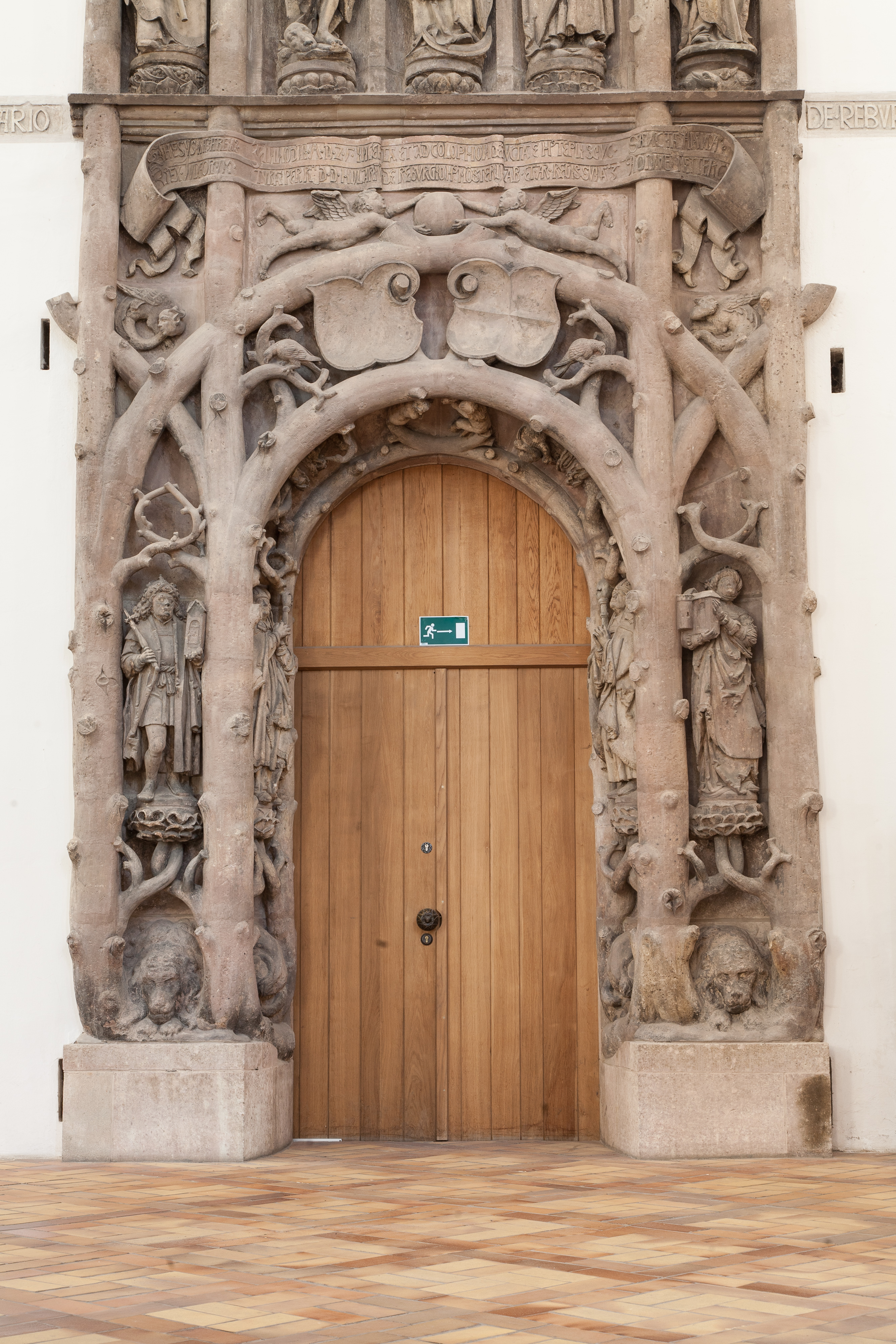
Portal w kościele zamkowym w Chemnitz

Astwerk, ornament gałęziowy – ornament późnogotycki, składający się z suchych, bezlistnych i ostro łamiących się gałęzi o nerwowym przebiegu. Występował w latach 1480–1525, głównie snycerstwie, rzeźbie, złotnictwie, grafice.
Przykłady:
- sklepienie z dekoracyjnymi żebrami w kościele Panny Marii w Ingolstadt, po 1500 roku[1],
- obramienia niektórych miniatur z Kodeksu Baltazara Behema, 1505 roku,
- portal w kościele zamkowym w Chemnitz, po 1514 roku;
- fragmenty dekoracji nagrobka Barbary Tarnowskiej w bazylice katedralnej w Tarnowie, 1520 r.[2].